# Luzula indica
Luzula indica är en tågväxtart som beskrevs av Kirschner. Luzula indica ingår i Frylesläktet som ingår i familjen tågväxter. Inga underarter finns listade i Catalogue of Life.